# Hansjörg Trachsel
Hansjörg Trachsel (1948) es un deportista suizo que compitió en bobsleigh en las modalidades doble y cuádruple.
Ganó dos medallas en el Campeonato Mundial de Bobsleigh, en los años 1977 y 1979, y dos medallas en el Campeonato Europeo de Bobsleigh, en los años 1979 y 1980.

## Palmarés internacional
| Campeonato Mundial | Campeonato Mundial   | Campeonato Mundial | Campeonato Mundial |
| Año                | Lugar                | Medalla            | Prueba             |
| ------------------ | -------------------- | ------------------ | ------------------ |
| 1977               | Sankt Moritz (Suiza) | Medalla de plata   | Doble              |
| 1979               | Königssee (RFA)      | Medalla de bronce  | Cuádruple          |
| Campeonato Europeo |                      |                    |                    |
| Año                | Lugar                | Medalla            | Prueba             |
| 1979               | Winterberg (RFA)     | Medalla de plata   | Cuádruple          |
| 1980               | Sankt Moritz (Suiza) | Medalla de plata   | Cuádruple          |